# Voetbalpensioen
Voetbalpensioen is de gebruikelijke aanduiding van het overbruggingsuitkering in het kader van de speciale pensioenregeling in Nederland voor profvoetballers. De regeling heeft ten doel om de periode tussen het einde van de sportcarrière en het begin van een tweede loopbaan financieel te overbruggen. De minimale looptijd is 1 maand en de maximale looptijd is 20 jaar. De regeling bestaat sinds 1972. Voor profwielrenners bestaat een vergelijkbare regeling.
In het algemeen wordt het opbouwen van een overbruggingspensioen in Nederland in de belastingwetgeving niet of nauwelijks gefaciliteerd. Voor profvoetballers is een uitzondering gemaakt. Hun regeling houdt in, dat de profvoetballer, dat wil zeggen een speler met een contract in het betaald voetbal (de clubs die uitkomen in de competities betaald voetbal (Ere– of Eerste Divisie), (verplicht) een deel van het bruto-inkomen inlegt in zijn persoonlijke deelnemersfonds. Over deze inleg is hij geen belasting en sociale premies verschuldigd. Direct aansluitend op het einde van de carrière, ontvangt hij gedurende een aantal jaren een overbruggingsuitkering. De hoogte en de duur van deze uitkering zijn afhankelijk van de hoogte van het fondssaldo. De overbruggingsuitkering wordt maandelijks aan de deelnemer overgemaakt, onder inhouding van loonbelasting en sociale premies. De verplichte deelname aan de CFK Overbruggingsregeling volgt voor profvoetballers uit de algemeen verbindend verklaarde CAO Contractspelers Betaald Voetbal, met name Artikel 24. De regeling wordt in hoofdlijnen uitgevoerd c.q. begeleid door de Stichting Contractspelersfonds KNVB (Stichting CFK). Het CFK valt onder toezicht van de Autoriteit Financiële Markten (AFM) en beschikt over vergunning als beheerder van beleggingsinstellingen, ex artikel 2:65, aanhef, onder a van de Wet op het financieel Toezicht (Wft).
Naast de overbruggingsregeling nemen de voetballers in beginsel ook verplicht deel in een pensioenregeling, waarbij de regeling onder andere voorziet in een ouderdomspensioen (kapitaal bij leven). Ook hiervoor moeten de profvoetballers verplichte bijdragen voldoen, die - net als bij 'normale' werknemers - in mindering komen op het brutoloon, zodat fiscaal voordeel genoten wordt. Het pensioen dat hiermee opgebouwd wordt, komt tot uitkering bij het bereiken van de pensioendatum.